# Purplewashing
Purplewashing är ett begrepp som bygger på orden whitewashing och greenwashing. Prefixet "purple" syftar på färgen lila som ibland förknippas med jämställdhet. Lila symboliserar en mix av två färger – blått och rött, eller blått och rosa – där den ena färgen traditionellt förknippas med män och den andra med kvinnor. Verbet "washing" i betydelsen "tvätta" handlar om ta tvätta bort en negativ bild. 
I samband med jämställdhet används det för att beskriva olika insatser inom marknadsföring och politik som syftar till att ge en bättre bild av företag och andra organisationer, men även enskilda personer eller hela länder. 
Purplewashing kan blandas ihop med pinkwashing, där det senare vanligen syftar på HBTQ-frågor eller feminism.

## Marknadsföring
Att visa upp sitt företag som jämställt kan attrahera kunder, personal och finansiärer. Jämställdhet stärker varumärket gentemot kunder såväl som mot potentiell personal (arbetsgivarvarumärket/employer branding).
Purplewashing syftar på att visa upp jämställdhet utan att det motsvaras av verkligheten, exempelvis genom att i marknadsföringen visa upp en jämn könsfördelning i bilder och texter. Begreppet "femvertising" är en besläktad term inom marknadsföring, men är inte samma sak. Femvertising kan ha ett uppriktigt syfte och det är marknadsföring som riktar sig till målgruppen kvinnor och intar en feministisk hållning. 
När det gäller marknadsföring i syfte att rekrytera till arbetsplatser och utbildningar kan en bild av jämställdhet attrahera både män och kvinnor. Exempelvis kan en utbildning som traditionellt har huvudsakligen manliga sökande få fler kvinnliga sökande genom att visa upp en mer jämställd bild utåt. Men man kan även få fler manliga sökande genom att visa upp en mer jämställd bild.